# Le Pétard

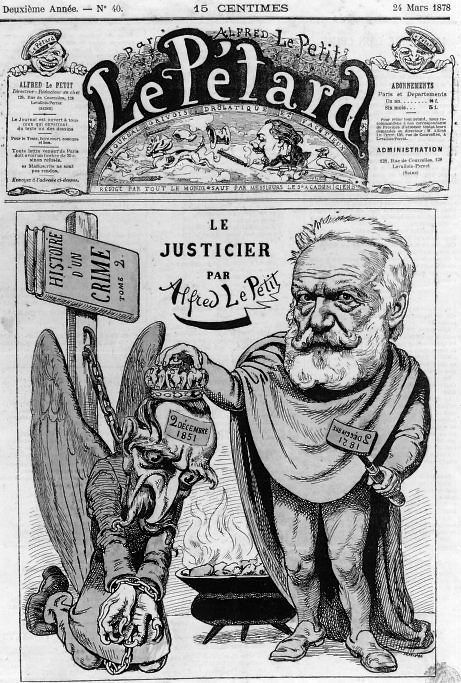
Photo noir et blanc du n°40 du 24 mars 1878

Le Pétard est un journal satirique français paru entre 1877 et 1888 à Paris.

## Historique

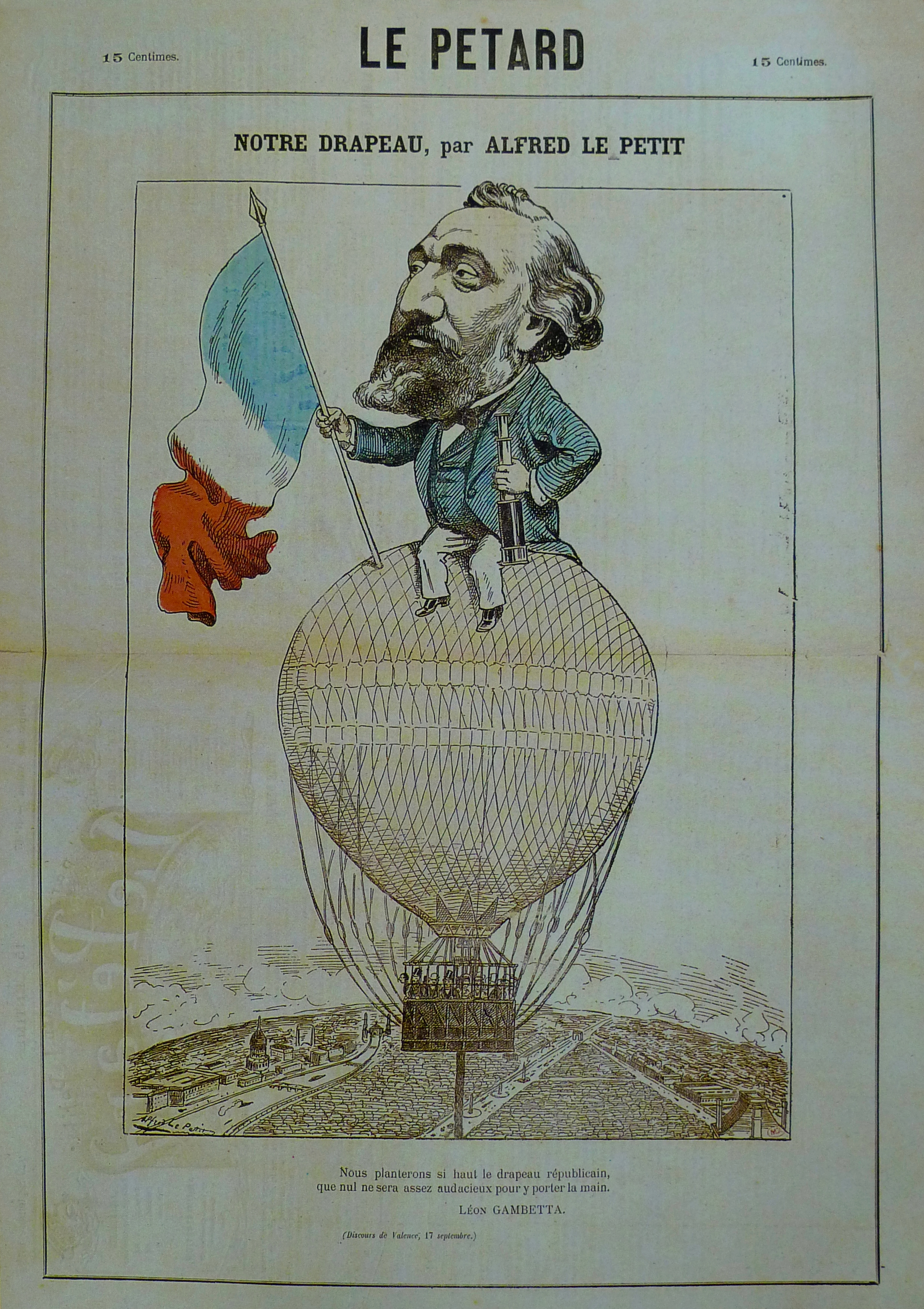
Numéro non daté, peut-être le n°1 ?.

C'est une des nombreuses publications que lance Alfred Le Petit après la chute du second Empire. Il en assure le dessin de la première page, recyclant au passage ses dessins publiés dans d'autres titres qui foisonnaient à l'époque. Le premier numéro est publié en juin 1877 et le 112e et dernier en août 1888, mais à partir de 1879 la publication est irrégulière. Sur quatre pages, le numéro est vendu 15 centimes 